# Tramlijn Gouda - Bodegraven
De tramlijn Gouda - Bodegraven is een voormalige tramlijn tussen deze plaatsen. Op deze tramlijn hebben 26 jaar lang trams gereden, namelijk van 1881 tot in 1917. Tijdens dit 26-jarig bestaan is de lijn een aantal keer van eigenaar gewisseld.
Op de lijn werden in het begin stoomtrams ingezet, daarna paardentrams. In 1917 is de lijn, net als zoveel in die tijd, gesloten.

## Eigenaar
De tramlijn is aangelegd door de Tramweg Onderneming Gouda-Bodegraven, een vennootschap waarin vooral inwoners en andere belanghebbenden bij de lijn deelnamen. In de volksmond werd het bedrijf de Stoomtramweg Maatschappij Gouda genoemd. De tramlijn werd later overgenomen door de Algemeene Tramweg Maatschappij en weer later door de Maatschappij tot Exploitatie van Tramwegen (MET).

## De aanleg
Voor de tramlijn werd smalspoor gebruikt. Dat was op zich niet zo opmerkelijk. Het zogenoemde kaapspoor (smalspoor met een spoorwijdte van 1067 mm) werd namelijk op veel tramlijnen gebruikt. Voor deze tramlijn bleek het niet mogelijk het kaapspoor te gebruiken. Daarom is voor een smaller spoor, namelijk 750 mm (75 cm) gekozen.
Een smaller spoor heeft als voordeel dat de aanleg goedkoper is en krappere bochten aangelegd kunnen worden. Het nadeel is dat het rijcomfort voor de passagiers minder prettig wordt - in de regel geldt: hoe smaller het spoor, hoe minder het rijcomfort. Voor de afweging van de keuze van de spoorwijdte was het dus altijd kiezen voor een gulden middenweg tussen rijcomfort en kosten.

## Stoomtram wordt paardentram
Tijdens de eerste tien jaar van het bestaan van de lijn werden stoomtrams ingezet. Om kosten te besparen, werden de stoomtrams verkocht en werden voortaan paardentrams ingezet. Dat ging minder makkelijk dan het lijkt. Er waren negen paarden nodig om de trams te kunnen trekken. Een paard kan namelijk maar kort dienst doen, net zoals bij andere trambedrijven liep een paard ongeveer 18-20 kilometer per dag. Op de lijn reden dagelijks acht trams per richting. Een rit heen en weer was 18 km. Voor het uitvoeren van de dienst waren dus acht paarden nodig, en een reservepaard. Negen paarden dus, die een onderkomen nodig hadden, wat gebouwd moest worden. Al met al vergde het een behoorlijke investering.

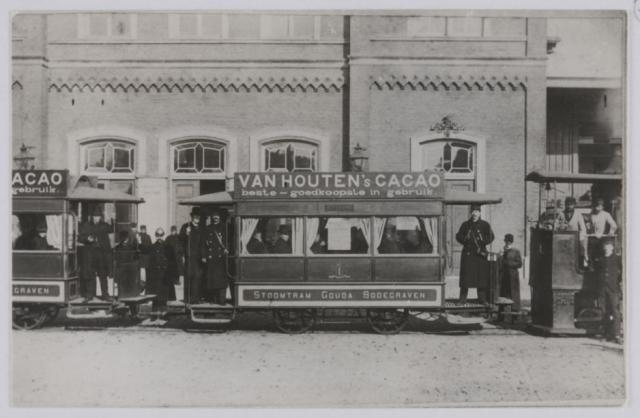
Stoomtram van de lijn Gouda-Bodegraven, voor station Gouda

## Materieel
Voor de stoomtramdienst werden twee stoomtramlocomotieven gekocht, bij Schweizerische Lokomotiv- und Maschinenfabrik in Zwitserland. Later is een derde locomotief gekocht, in Duitsland, bij Hagans.
Voor het vervoeren van reizigers werden bij Beijnes in Haarlem vier rijtuigen gekocht en één groot rijtuig bij Herbrand in Keulen. Voor het goederenvervoer had het bedrijf vier goederenwagens.
Bij de voortzetting als paardentram kon het grote rijtuig, gebouwd bij Herbrand, niet meer worden gebruikt. Dit rijtuig is verkocht aan een ander trambedrijf, de GSM. De stoomlocomotieven werden verkocht, het is niet bekend wat ermee is gebeurd, waarschijnlijk zijn ze gesloopt (en werden de locomotieven dus verkocht aan een schroothandelaar).
Voor de goederenwagens was geen nieuwe rol toebedeeld. Het goederenvervoer op de lijn viel erg tegen. Drie van de vier goederenwagens werden verkocht aan de Tramweg-Maatschappij Zuidlaren – Groningen. Voor de vierde goederenwagen was geen koper.
De andere rijtuigen bleven in gebruik voor de paardentram. Vermoedelijk was het aantal van vier rijtuigen toch te weinig, want in 1906 werd nog een vijfde rijtuig aangeschaft: tweedehands, van de Haagse tram.
Na het sluiten van de lijn, in 1917, werd het materieel (vijf rijtuigen, de goederenwagen en bovendien twee "werkwagens") verkocht aan de tramlijn Amsterdam - Sloten, die juist op dat moment bezig was met de aanleg van een paardentramlijn.

## Verder lezen
- Tramlijn Gouda-Bodegraven, van stoomtram tot bokkenwagen
- Paardentram
- Stoomtram